# Йоганн Карл Август Музеус
Йоганн Карл Август Музеус (нім. Johann Karl August Musäus; 29 березня 1735, Єна — 28 жовтня 1787, Веймар)  — німецький письменник, літературний критик, філолог і педагог. Автор збірки літературних казок «Народні казки німців».

## Біографія
Народився в сім'ї чиновника Йоганна Христофа Музеуса. Батьки вирішили дати Йоганну духовну освіту. До 9 років хлопчик жив в Альштедті у свого дядька, який виховував його на християнських цінностях. Незабаром батько Йоганна був переведений в Айзенах на посаду земельного судді, куди пішли і дядько з племінником. Закінчивши гімназію, 19-річний юнак вступив до Єнського університету, де вивчав теологію. Завершивши курс, з дипломом магістр Музеус повернувся в рідну домівку, щоб присвятити себе практичному богослов'ю.
Його проповіді знаходять живий відгук у слухачів, проте початківець пастор не суворо дотримувався духовних цінностей. Він із задоволенням брав участь у легковажних молодіжних забавах, любив танцювати, був не проти позалицятися до гарненьких дівчат, а це, на ті часи, ніяк не пов'язувалося з роллю благовидого наставника заблукалих людських душ. Селяни Тюрінгського села Вута-Фарнрода, де він мав стати духовним пастирем, відмовилися прийняти його. Аби не допустити грати роль комедіанта на церковній кафедрі і, до того ж, не відрізняючись особливою побожністю, Музеус відмовився від кар'єри священика і перебрався в Веймар.

### Веймар
У Веймарі Музеус став викладачем місцевої гімназії, одночасно займаючись філологією і письменницькою діяльністю.
У 1770 році він одружився з Магдаленою Юліаною Крюгер. Незабаром на світ один за одним з'явилися двоє синів письменника. Скромної викладацької зарплати не вистачало, і Музеус підробляв приватними уроками в багатих будинках або на замовлення писав вірші з нагоди чиїх-небудь ювілеїв та інших урочистих дат.
Пізніше, коли письменницька праця стала приносити вищі доходи, Музеус зміг нарешті купити невеликий клаптик землі і побудувати на ньому маленький, як він його називав, «Замок феї», де він знайшов все, про що міг тільки мріяти. Затишний будиночок став місцем, часто відвідуваним друзями письменника, серед яких були Гердер і Гете, Ніколаї, Корона Шретер, Бюргер, Кнебель і Лафатер. Але найбільш бажаним гостем, з яким він любив проводити довгі вечори за дружньою бесідою, був поет Віланд, — людина близька йому по духу, високоосвічений, дотепний і надзвичайно цікавий співрозмовник.
Створивши ряд сатиричних творів, Музеус не обмежився роллю літературного критика і викривача вад сучасного суспільства і останні роки свого життя цілком присвятив вивченню та літературній обробці зібраних ним у різних куточках Німеччини казок, переказів і легенд. Музеус збирав свої казки в будинках ремісників або в убогих селянських халупах, і в його руках вони незабаром перетворювалися в дивовижні казки-новели.
Музеус писав:

Жодна з цих казок не є моїм власним твором або твором іноземного автора. Протягом багатьох поколінь, з вуст в уста, передавалися вони від прадідів до внуків і їх нащадкам. Суть казок не змінилася. Автор лише дозволив собі дію цих оповідань, що відносяться до невизначеного моменту часу, перенести за часів і місця, які підходять до їх змісту. В абсолютно незміненому вигляді вони виглядали б гірше ".

«Народні казки німців» (1782–1786) мають не втрачену до сьогоднішніх днів літературну цінність. У Німеччині «Казки» Музеуса користуються незмінним успіхом, про це свідчить те, що вони витримали багато видань. Популярності казок сприяли і гравюри знаменитого народного художника XIX століття — гравера і різьбяра по дереву Людвіга Ріхтера.
Помер Музеус восени 1787  року, незабаром після завершення роботи над казками. Поховали його на Веймарському кладовищі.

## Літературна діяльність

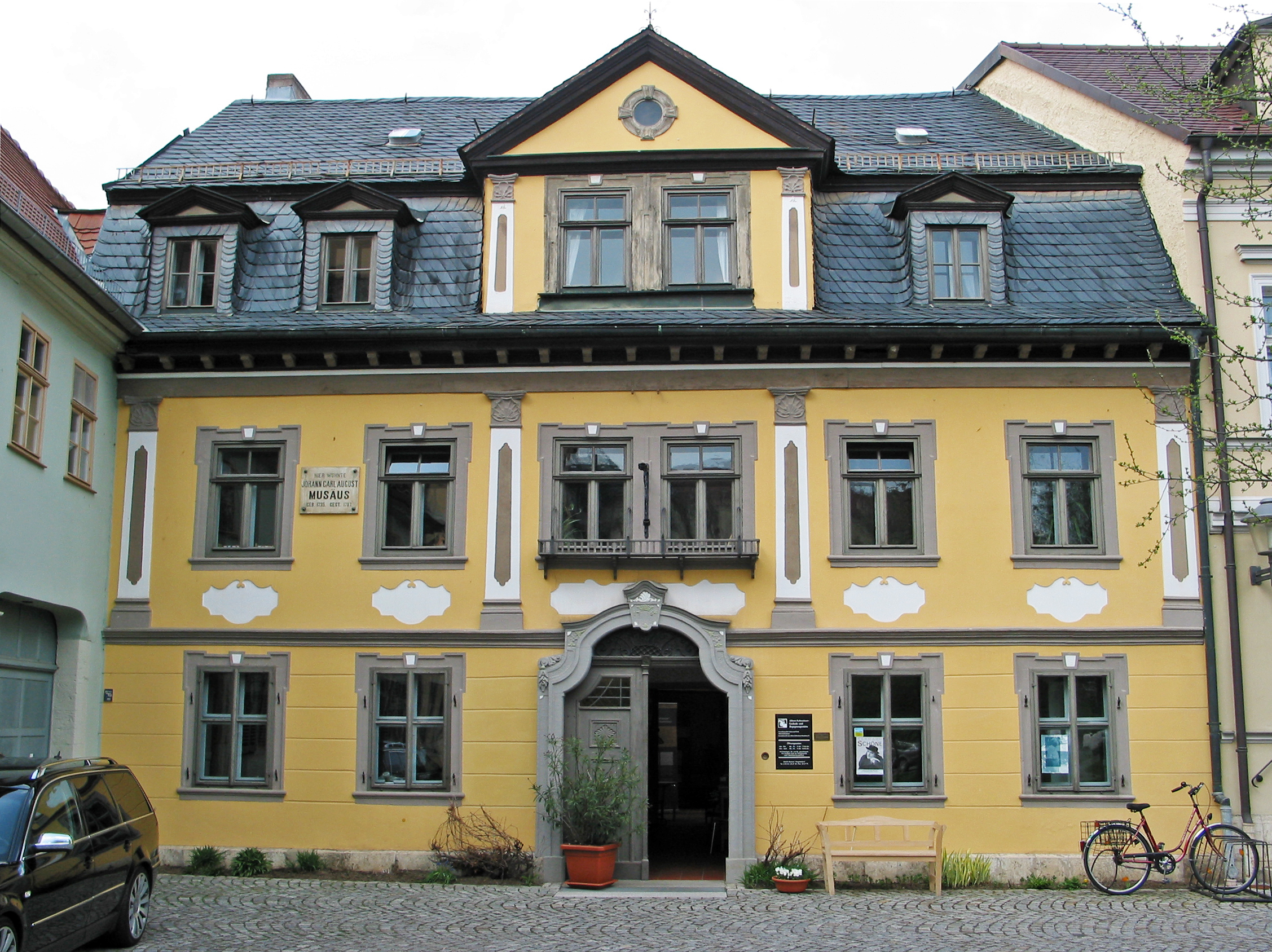
Колишній будинок Іоганна Карла Августа Музеуса в Веймарі

### Грандисон другий
Уже в молоді роки Музеус в «Німецькому товаристві» ґрунтовно займався сучасною літературою. Він близько познайомився з незліченними німецькими наслідуваннями англійському сімейному роману Самюеля Річардсона «Історія сера Чарльза Грандисона» і вирішив виступити проти характерного для них «жалюгідної сентиментальності». У 1760—1762 роках він опублікував анонімний тритомний роман «Грандисон другий або історія пана Н. в листах», який був пародією як на ці наслідування, так і на подібні їм модні цнотливо-блаженні романи.
Роман молодого письменника-початківця мав успіх як в Німеччині, так і в усій Європі і привернув увагу герцогині саксон-веймарской Анни Амалії. У 1763 році вона запросила Музеуса на посаду пажеського гофмейстера з окладом 300 талерів на рік. Музеус увійшов в коло веймарских письменників, які під заступництвом Анни Амалії просували вперед класичну літературу. Особливо він зблизився з Бертух і Віландом, якого вважав своїм вчителем.
З 1763 по 1766 рік Музеус — літературний критик у видаваної Фрідріхом Ніколаї «Загальної німецької бібліотеці» (нім.  Allgemeine Deutsche Bibliothek). Це був час, коли відроджувалася епоха Просвітництва, напрям якої визначалося берлінським видавцем і письменником-просвітителем Ніколаї, у якого працювало велике коло рецензентів — в цілому за весь час існування журналу — понад 400 вчених і критиків. Музеус прорецензував близько 350 сучасних йому романів, беручи за орієнтир рівень художньої теорії епохи Просвітництва, відроджується античне красномовство і риторику.
В 1770 рік Музеус став професором класичної філології та історії в Веймарськії гімназії. Серед учнів Музеуса був і його племінник Август Коцебу, що став згодом відомим письменником і драматургом.

### Народні казки німців
Казки Музеуса залишаться в одному ряду з усим, що було кращим і гуманним в останню чверть вісімнадцятого століття і що молодь може читати без шкоди і, навпаки, з великою користю для розуму і серця. Свого заслуженого місця вони не втратять ніколи.
—  М. К. Віланд, написано у Веймарі 12 червня 1803 р.
В останні роки Музеус цілком поглинений збиранням творів народної творчості — казок, переказів і легенд. Підсумком цієї роботи стало видання п'ятитомної збірки «Народні казки німців» (нім. Volksmahrchen der Deutschen). Музеус піддав зібрані казки літературній обробці, що дає підставу віднести їх скоріше до жанру літературної казки.
Незважаючи на іноземне походження деяких казок, таких як франкська — «зброєносці Роланда», богемські — «Лібуше» і «Легенди про Рюбецаль», вони так широко поширилися в середній Німеччині , що Музеус вважав за можливе включити їх у свій збірник нарівні зі справді німецькими казками. Він вільно поводився з матеріалом, надаючи йому літературне звучання, особливий колорит, вибудовував витончену композицію і поглиблював характери героїв. Хоча дія казок відбувається в середньовіччя, казкові персонажі, селяни чи ремісники, судді чи священнослужителі, думають і поводяться, як сучасники автора. Чудово вдалися Музеусу плебейські типи. Це слушні, працьовиті люди, прямі і чесні, тонко відрізняють справедливість від несправедливості, правду від брехні. 
Збірник «Народні казки німців» відкривається передмовою автора написаною ним у вигляді листа Давиду Рункелю, де Музеус говорить про значення для літератури народної творчості взагалі та про свої казки зокрема:

… У народних казках перед нами постає світ, створюваний в силу уяви в тій мірі, в якій дозволяє істина. Герої цих казок різні, в залежності від часу дії, властивих йому звичаїв і, перш за все міфологічних уявлень про потойбічні сили, що живлять фантазію кожного народу. Однак, на мою думку, національний характер в них розкривається точно так же, як і в творах народного ремесла і мистецтва …
… Було б помилкою вважати, що народні казки потрібні одним лише дітям, і що всі вони повинні підлаштовуватися під дитячий тон «Казок моєї матері Гуски» Шарля Перро. Справа в тому, що народ, як Ви добре знаєте, складається не тільки з дітей, але і з дорослих і в повсякденному житті з останніми говорять іншою мовою, ніж з першими …
… Ви отримали б правильне уявлення про ці казки, якби уявили собі оповідача музикантом, який веде сільську мелодію генерал-басом з хорошим інструментальним супроводом …

Далі йдуть чотирнадцять казок і легенд:
| Зміст (оригінальна німецька назва)          | Зміст (в дужках - варіанти перекладу заголовків в різних виданнях) |
| ------------------------------------------- | ------------------------------------------------------------------ |
| Die Bucher der Chronika der drei Schwestern | «Хроніка трьох сестер» ( «Ліс», «Рейнальд Вундеркінд»)             |
| Richilde                                    | «Ріхільда»                                                         |
| Rolands Knappen                             | «Зброєносці Роланда»                                               |
| Legenden vom Rubezahl                       | «Легенди про Рюбецаль»                                             |
| Libussa                                     | «Лібуше»                                                           |
| Liebestreue                                 | «Вірна любов» ( «Вірність любові»)                                 |
| Damon Amor                                  | «Демон Амур» ( «Перстень»)                                         |
| Der geraubte Schleier                       | «Украдене покривало» ( «Лебединий став», «Викрадена вуаль»)        |
| Stumme Liebe                                | «Мовчазна любов» ( «Німа любов»)                                   |
| Die Entfuhrung                              | «Викрадення»                                                       |
| Ulrich mit dem Buhel                        | «Ульріх Кривий» ( «Суперники»)                                     |
| Melechsala                                  | «Мелексала» («Мелехсала»)                                          |
| Die Nymphe des Brunnens                     | «Німфа джерела» ( «Німфа колодязя»)                                |
| Der Schatzgraber                            | «Шукач скарбів» ( «Шукач скарбів»)                                 |

За однією з версій джерелом лібрето «Лебединого озера» П. І. Чайковського міг послужити романтичний сюжет з казки Музеуса «Лебединий став» («Украдене покривало»).

### На російській мові
- Народные сказки Музеуса, изданные Виландом / Пер. с нем. Вас. Полякова. — М., 1811. — Т 1-2.
- И. К. А. Музеус. Сказки и легенды. — Москва : Государственное издательство художественной литературы, 1960. — 279 с.
- И. К. А. Музеус. Народные сказки и легенды. — Москва : Фирма ЭРА, 2005. — 600 с. — ISBN 5-86700-031-1.